# Булонь (графство)
Графство Було́нь (фр. Boulogne) — небольшое графство в северной Франции на побережье Ла-Манша в Средние века. Графство возникло во второй половине IX века и первоначально являлось вассалом графов Фландрии, позднее — королей Франции. В 1477 году Булонское графство вошло в состав королевского домена. Административным центром являлся город Булонь-сюр-Мер.

## География
Булонское графство располагалось вдоль побережья Ла-Манша в районе его наиболее узкой части — пролива Па-де-Кале. В геологическом отношении эта территория представляет собой восточную оконечность Вельдской меловой формации, занимающей юго-восток Англии и проходящей под Ла-Маншем. На севере Булонское графство граничило с графством Гин и городом Кале, на юге, вдоль реки Канш, — с графством Понтье и сеньорией Монтрейль. На восток от Булони располагалась историческая область Артуа. Административным центром являлся город Булонь-сюр-Мер. В настоящее время территория бывшего графства относится к департаменту Па-де-Кале.
В раннее Средневековье под сюзеренитетом Булонского графства также находились:
- графство Ланс — до середины XI века, когда Ланс был присоединён к Фландрии графом Балдуином V;
- Кале и прилегающая территория, отделённая от Булони графством Гин, — до захвата Кале англичанами в 1346 г.;
- Теруан и Сент-Омер — до начала XI века, когда при Балдуине IV эта область вошла в состав Фландрии;
- Тернуа и графство Сен-Поль — до середины XI века, с 1180 года — под сюзеренитетом графов Артуа.

## История
В древности территорию будущего Булонского графства населяли кельтские племена. Войдя в состав римской провинции Белгика, город Булонь (древнеримская Бонония; лат. Bononia) служил центром сообщения империи с Британией. Позднее сюда переселились франки и область вошла в состав Франкского государства, а в IX веке — в состав Западнофранкского королевства (будущей Франции). Город Булонь и округа управлялись назначаемыми графами, однако сведений о раннем периоде существования Булонского графства сохранилось крайне мало из-за непрекращающихся во второй половине IX века набегов скандинавских викингов на побережье Ла-Манша, которые неоднократно захватывали и сжигали город.
В 896 году Булонь была захвачена графом Фландрии Болдуином II и вошла в состав Фландрского графства.
После смерти Болдуина II в 918 году его владения были разделены между наследниками: старший сын Арнульф получил собственно Фландрию, а младший Адалульф стал правителем Булони. Это положило начало существованию отдельного Булонского графства, управляемого потомками Адалульфа. Хотя Булонь сохраняла связь с Фландрией, а графы Булонские приносили оммаж и клятву верности её правителям, фактически графство быстро стало самостоятельным.
Близость к Англии способствовала установлению тесных отношений между Булонским графством и Англосаксонским государством. Евстахий II, граф Булони, женился на дочери Этельреда II, и был ближайшим соратником короля Эдуарда Исповедника. В 1066 году, однако, Евстахий II принял активное участие в нормандском завоевании Англии и стал обладателем обширных земель по другую сторону Ла-Манша (прежде всего в Эссексе, а также ещё в одиннадцати английских графствах). Графы Булонские на протяжении XII века играли значительную роль в английской политической жизни, а графиня Матильда стала супругой короля Англии Стефана Блуаского.
Крупный вклад Булонское графство внесло и в историю крестовых походов: покоритель Иерусалима Готфрид Бульонский и первый король Иерусалимского королевства Балдуин I происходили из Булонского графского рода и являлись младшими братьями графа Евстахия III.
В 1190 году Булонь перешла под власть Рено де Даммартена, одного из крупнейших феодалов Северной Франции, тем самым была разорвана вассальная связь Булонского графства с Фландрией.
В конфликте королей Англии и Франции Рено принял сторону первого, и после разгрома англо-германских войск в битве при Бувине в 1214 году Булонское графство было конфисковано, а позднее вошло в состав апанажа Филиппа Юрпеля, сына французского короля Филиппа II Августа.
В 1265 году Булонь перешла по наследству к графам Оверни и на протяжении последующих двухсот лет оставалась владением Оверньского дома.
Во время Столетней войны Булонь неоднократно подвергалась атакам англичан и французов. Уже в 1346 году город Кале, находившийся под сюзеренитетом Булонских графов, был захвачен Англией и на несколько веков превратился в главную военную и торговую базу англичан на континенте.
В 1477 году граф Бертран VI де Ла Тур-д'Овернь, уступив настояниям французского короля Людовика XI, передал ему свои права на Булонское графство, взамен чего получил область Лораге в юго-западной Франции. Таким образом графство Булонь перестало существовать и было включено в состав королевского домена.
Тем не менее борьба за столицу графства не прекратилась и после окончания войны: в 1492 году Булонь была осаждена английскими войсками Генриха VII, а в 1544 году захвачена армией Генриха VIII. Однако уже в 1547 году город был освобождён и в 1550 году окончательно закреплён за Францией.